# Дмитриевка (Краснинский район)
Дми́триевка — деревня Александровского сельсовета Краснинского района Липецкой области.
Возникла во второй половине XVIII века.
Название получила по имени Дмитрия Васильевича Арсеньева — дальнего родственника поэта М. Ю. Лермонтова.

## Население
| 2010 |
| ---- |
| 0    |